# Leptochiton arcticus
Leptochiton arcticus is een keverslakkensoort uit de familie van de Leptochitonidae. De wetenschappelijke naam van de soort werd in 1878 voor het eerst geldig gepubliceerd door Georg Ossian Sars.